# بیداغ
بیداغ (به ترکی استانبولی: Beydağ) یک منطقهٔ مسکونی در ترکیه است که در استان ازمیر واقع شده‌است.